# پیوند مادرانه

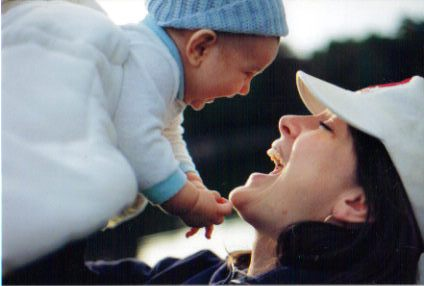
مادری فرزندش را بالا گرفته و به او نگاه می‌کند.

پیوندِ مادرانه (به انگلیسی: Maternal bond) به ارتباط عاشقانه میانِ مادر و فرزند اشاره دارد. این رابطه و مفهوم می‌تواند با بارداری و زایمان و نیز در طیِ رابطه‌ای پایدار و ناهموند همچون فرزندخواندگی شکل گیرد.

## دورهٔ بارداری
برخی معتقدند که جنینِ در حالِ رشد در شکمِ مادر می‌تواند ضربانِ قلبِ مادرِ خود را بشنود و تواناییِ پاسخ دهی به لمس یا حرکت را دارد. در ماهِ هفتمِ بارداری، دو سوم از زنان گزارشِ یک پیوندِ مادرانهٔ قوی با فرزندِ متولد نشدهٔ خود را داده‌اند.